# Яценькове озеро
Я́ценькове озеро — лісове заповідне урочище місцевого значення в Україні. Розташоване в межах  Дубенського району Рівненської області, на південь від села Хотин. 
Площа 19,8 га. Засноване рішенням облвиконкому № 33 від 28.02.1995 року. Перебуває у віданні ДП «Дубенський лісгосп» (Радивилівське л-во, кв. 46, вид. 19, 20, кв. 47, вид. 6). 
Статус надано для збереження рідкісних видів рослин на заболоченій ділянці лісу. Урочище представлене низинним, карстового походження болотом, яке становить 90% території. Умови зростання — сирий субір. Основною породою є береза. Трапляється також вільха чорна, осика, верба. Рослинний покрив характерний для болотних масивів. Із тварин трапляються заєць сірий, лисиця, сорокопуд терновий, синиця велика та синиця блакитна, гаїчка болотяна, гадюка звичайна. 